# اتوپروتولیز
اتوپروتولیز(به انگلیسی: Autoprotolysis) فرآیندیست که طی آن یک مولکول با آزاد ساز یک پروتون در نقش سید برونستد عمل کرده و مولکول مشابه دیگری با جذب این پروتون نقش باز برونستد را ایفا می‌کند.نمونه شناخته شده این فرآیند خودیونش آب است:
H۲O + H۲O  OH– + H۳O+
به طور کلی تمامی حلال‌های که مولکول‌های آن شامل هیدروژن اسیدی (H+) و جفت الکترون غیر پیوندی که توانایی جذب هیدروژن (H+) را داشته باشد، عمل اتوپروتولیز در آن رخ می‌دهد.به طور مثال آمونیاک به صورت زیر یونیزه می‌شود:
۲NH۳  NH۲- + NH۴+